# La Bernardière
La Bernardière korábbi község Franciaország Loire mente régiójában, Vendée megyében. Lakosainak száma 1913 fő (2022. január 1.). La Bernardière Saint-Hilaire-de-Clisson, La Bruffière, Treize-Septiers és Montaigu-Vendée községekkel határos.
2025. január 1-jén Cugand korábbi községgel egyesült és az így létrejött Cugand-la-Bernardière új község része lett.

## Népesség
A település népességének változása:
| Lakosok száma | 1757 | 1792 | 1828 | 1815 | 1835 | 1868 | 1877 | 1880 | 1913 |
|               | 2013 | 2015 | 2016 | 2017 | 2018 | 2019 | 2020 | 2021 | 2022 |